# Doha Team
A equipa ciclista Doha é uma equipa ciclista catari, criada em 2007 que participa aos circuitos continentais de ciclismo e em particular o UCI Asia Tour. Em 2010, perde o seu status de equipa continental.

## Classificações UCI
A equipa participou nas provas das circuitos continentais e principalmente as carreiras do calendário do UCI Africa Tour. O quadro abaixo apresenta as classificações da equipa nos circuitos, bem como o seu melhor corredor à classificação individual.
UCI Africa Tour
| Estação | Classificação por equipas | Melhor corredor à classificação individual |
| ------- | ------------------------- | ------------------------------------------ |
| 2009    | 7.º                       | Abdelmalek Madani (32.º)                   |

UCI Asia Tour
| Estação | Classificação por equipas | Melhor corredor à classificação individual |
| ------- | ------------------------- | ------------------------------------------ |
| 2009    | 2.º                       | Ayman Ben Hassine (6.º)                    |

## Temporada de 2009

### Elenco
| Corredor             | Data de nascimento | Nacionalidade          | Equipa de 2008 |
| -------------------- | ------------------ | ---------------------- | -------------- |
| Khaleel Abduljanan   | 10.04.1983         | Catar                  |                |
| Rdhwan Al Moraqab    | 01.01.1977         | Catar                  |                |
| Taha Alawi           | 31.12.1986         | Bahrein                | Néo-pró        |
| Farid Belhani        | 12.03.1984         | Argélia                | Néo-pró        |
| Ayman Ben Hassine    | 08.11.1980         | Tunísia                |                |
| Rafaâ Chtioui        | 26.01.1986         | Tunísia                |                |
| Ahmed Elbourdainy    | 04.04.1990         | Catar                  | Néo-pró        |
| Tareq Esmaeili       | 03.03.1977         | Catar                  |                |
| Abdelbasset Hannachi | 02.02.1985         | Argélia                |                |
| Omar Hasanein        | 09.11.1978         | Síria                  |                |
| Azzedine Lagab       | 18.09.1986         | Argélia                | Néo-pró        |
| Abdelmalek Madani    | 28.02.1983         | Argélia                | Néo-pró        |
| Badr Mirza           | 07.01.1984         | Emirados Árabes Unidos |                |
| Yousif Mirza         | 08.10.1988         | Emirados Árabes Unidos | Néo-pró        |
| Said Moosa           | 11.04.1988         | Catar                  |                |
| Fadi Khan Shikhoni   | 03.05.1985         | Síria                  | Néo-pró        |

### Vitórias
| Data       | Carreira                                             | País                   | Classe | Vencedor             |
| ---------- | ---------------------------------------------------- | ---------------------- | ------ | -------------------- |
| 23/01/2009 | H. H. Vice President Cup                             | Emirados Árabes Unidos | 1.2    | Ayman Ben Hassine    |
| 24/01/2009 | Emirates Cup                                         | Emirados Árabes Unidos | 1.2    | Ayman Ben Hassine    |
| 05/04/2009 | Campeonato dos Emirados Árabes Unidos contrarrelógio | Emirados Árabes Unidos | CN     | Badr Mirza           |
| 01/05/2009 | 2. ª etapa da Tour de Singkarak                      | Indonésia              | 2.2    | Rafaâ Chtioui        |
| 19/06/2009 | 5. ª etapa da Volta à Sérvia                         | Sérvia                 | 2.2    | Rafaâ Chtioui        |
| 10/08/2009 | 3. ª etapa da Tour de Java Oriental                  | Índia                  | 2.2    | Abdelbasset Hannachi |

## Temporada de 2008

### Elenco
| Corredor             | Data de nascimento | Nacionalidade          |
| -------------------- | ------------------ | ---------------------- |
| Khaleel Abduljanan   | 10/04/1983         | Catar                  |
| Afif Abdullah        | 29/08/1986         | Catar                  |
| Hamad Afif           | 10/10/1988         | Catar                  |
| Rdhwan Al Moraqab    | 01/01/1977         | Catar                  |
| Ayman Ben Hassine    | 08/11/1980         | Tunísia                |
| Rafaâ Chtioui        | 26/01/1986         | Tunísia                |
| Tareq Esmaeili       | 03/03/1977         | Catar                  |
| Abdelbasset Hannachi | 02/02/1985         | Argélia                |
| Omar Hasanein        | 15/11/1978         | Síria                  |
| Badr Mirza           | 07/01/1984         | Emirados Árabes Unidos |
| Said Moosa           | 04/04/1988         | Catar                  |

### Resultados
| Data       | Carreira                                | País                   | Vencedor             |
| ---------- | --------------------------------------- | ---------------------- | -------------------- |
| 26/01/2008 | H. H. Vice-President's Cup              | Emirados Árabes Unidos | Badr Mirza           |
| 14/02/2008 | 3. ª etapa da Volta ao Egipto           | Egito                  | Ayman Ben Hassine    |
| 15/02/2008 | 4. ª etapa da Volta ao Egipto           | Egito                  | Ayman Ben Hassine    |
| 21/03/2008 | Volta à Líbia                           | Líbano                 | Omar Hasanein        |
| 30/03/2008 | 1.ª etapa da Volta da Farmácia Central  | Tunísia                | Ayman Ben Hassine    |
| 03/04/2008 | 2. ª etapa da Tour de Java Oriental     | Indonésia              | Omar Hasanein        |
| 05/04/2008 | 8. ª etapa da Volta da Farmácia Central | Tunísia                | Ayman Ben Hassine    |
| 13/12/2008 | Internacional Grande Prêmio Al-Khor     | Catar                  | Rafaâ Chtioui        |
| 14/12/2008 | Internacional Grande Prêmio Losail      | Catar                  | Abdelbasset Hannachi |
| 15/12/2008 | Internacional Grande Prêmio Messaeed    | Catar                  | Ayman Ben Hassine    |
| 16/12/2008 | Internacional Grande Prêmio Doha        | Catar                  | Ayman Ben Hassine    |
| 19/12/2008 | 2. ª etapa do Cycling Golden Jersey     | Catar                  | Ayman Ben Hassine    |

Campeonatos nacionais
| Data       | Carreira                                                | País                   | Vencedor          |
| ---------- | ------------------------------------------------------- | ---------------------- | ----------------- |
| 11/04/2008 | Campeonato dos Emirados Árabes Unidos do contrarrelógio | Emirados Árabes Unidos | Badr Mirza        |
| 27/05/2008 | Campeonato da Tunísia do contrarrelógio                 | Tunísia                | Ayman Ben Hassine |